# Оборницкий повет
Оборни́цкий повет (пол. Powiat obornicki) — повет (район) в Польше, входит как административная единица в Великопольское воеводство. Центр повета — город Оборники. Занимает площадь 712,65 км². Население — 59 501 человек (на 31 декабря 2015 года).

## Административное деление
- города: Оборники, Рогозьно
- городско-сельские гмины: Гмина Оборники, Гмина Рогозьно
- сельские гмины: Гмина Рычивул

## Демография
Население повета дано на 31 декабря 2015 года.
| Перепись            | Всего | Мужчины | Женщины |
| ------------------- | ----- | ------- | ------- |
| Всего               | 59501 | 29485   | 30016   |
| Городское население | 29603 | 14370   | 15133   |
| Сельское население  | 29898 | 15115   | 14783   |